# Mailto

Схема URI mailto, зарегистрированная в IANA, определяет схему для адресов электронной почты в SMTP. Она позволяет пользователям отправить письмо, нажав на ссылку, без необходимости копировать адрес получателя и открывать почтовый клиент. И хотя использование схемы не строго определено, такие URL обычно открывают окно нового сообщения в почтовом клиенте пользователя, с предзаполненным адресом получателя.

## Примеры
Использование "mailto" в HTML-документе, чтобы создать ссылку для отправки письма:
```
<
a
 
href
=
"mailto:someone@example.com"
>
Send email
</
a
>

```

Также возможно указать значения для заголовков (например, тему, копии, и т.п.) и тело сообщения в URL. Пробелы и переносы строки нельзя вставить без кодирования процентами.
```
<
a
 
href
=
"mailto:someone@example.com?subject=This%20is%20the%20subject&cc=someone_else@example.com&body=This%20is%20the%20body"
>
Send email
</
a
>

```

Можно указать несколько адресов:
```
<
a
 
href
=
"mailto:someone@example.com,someoneelse@example.com"
>
Send email
</
a
>

```

Можно не указывать адрес:
```
<
a
 
href
=
"mailto:?to=&subject=mailto%20with%20examples&body=http://en.wikipedia.org/wiki/Mailto"
>
Share this knowledge...
</
a
>

```

Полный набор значений и синтаксис с примерами приведены в RFC-6068 Архивная копия от 22 июня 2015 на Wayback Machine.

## Несрабатывания
Ссылки mailto не всегда работают правильно для посетителя сайта. Механизм, который активирует ссылка, требует, чтобы на компьютере или в браузере был настроен почтовый клиент или веб-клиент по умолчанию. Не все браузеры, например Internet Explorer, поддерживают настройку веб-клиентов для таких ссылок, работая только с локальными клиентами. Другие, такие как Opera, Firefox и Chrome, поддерживают оба варианта.
Также, если ни один почтовый клиент или веб-сервис не был явно установлен клиентом по умолчанию, таковым может быть предустановленный поставщиком оборудования, даже если его не настраивали до этого момента. В таком случае, при клике на ссылку mailto, этот почтовый клиент задаст пользователю множество технических вопросов.

## Безопасность и приватность
Несколько проблем с безопасностью отмечены в RFC 2368, но самая большая проблема — сбор адресов роботами. Конструкции mailto можно найти в HTML-страницах автоматически, используя DOM или регулярные выражения. Собранные таким образом адреса могут быть добавлены в спамерские ссылки рассылки и получать большое количество нежелательных писем.
И хотя существуют методы, чтобы усложнить сбор адресов, — маскирование адресов и обфускация при помощи JavaScript, — они обходятся достаточно сложными роботами. Другие же способы, такие, как скрытие адреса за капчей или подобной «проверкой на человечность», предоставляют безопасность, сопоставимую с другими способами контакта, например веб-формами, которые испытывают схожие трудности с предотвращением спама.